# Francesco Zagatti
Francesco Zagatti est un footballeur italien né le 18 avril 1932 à Venaria Reale et mort le 7 mars 2009 à Milan. Jouant au poste de défenseur, il est principalement connu pour sa carrière au AC Milan, où il a remporté plusieurs titres au cours des années 1950 et 1960.

## Biographie
Francesco Zagatti rejoint l'AC Milan en 1952 et y passe l'intégralité de sa carrière professionnelle. Dévoué à son club, il joue principalement comme défenseur et est reconnu pour sa rigueur tactique et son sens du positionnement.
Il remporte de nombreux titres avec le club, dont la Coupe Latine 1956, quatre Scudetti et contribue également aux succès européens du club, notamment en Coupe des clubs champions européens.
Durant sa carrière, il joue 214 matchs pour 1 but marqué en Serie A. Il dispute 13 rencontres de Coupe des clubs champions européens et 2 rencontres en Coupe des villes de foires.
Après sa retraite en 1963, il reste impliqué dans le football, travaillant pour l'AC Milan en tant qu'entraîneur des jeunes du club.

## Palmarès
AC Milan
- Serie A :
  - Vainqueur : 1954-55, 1956-57, 1958-59, 1961-62.
- Coupe Latine :
  - Vainqueur : 1956.
  - Finaliste : 1953.